# Saint-Rémy-du-Plain
Saint-Rémy-du-Plain is een gemeente in het Franse departement Ille-et-Vilaine (regio Bretagne) en telt 580 inwoners (1999). De plaats maakt deel uit van het arrondissement Fougères-Vitré.

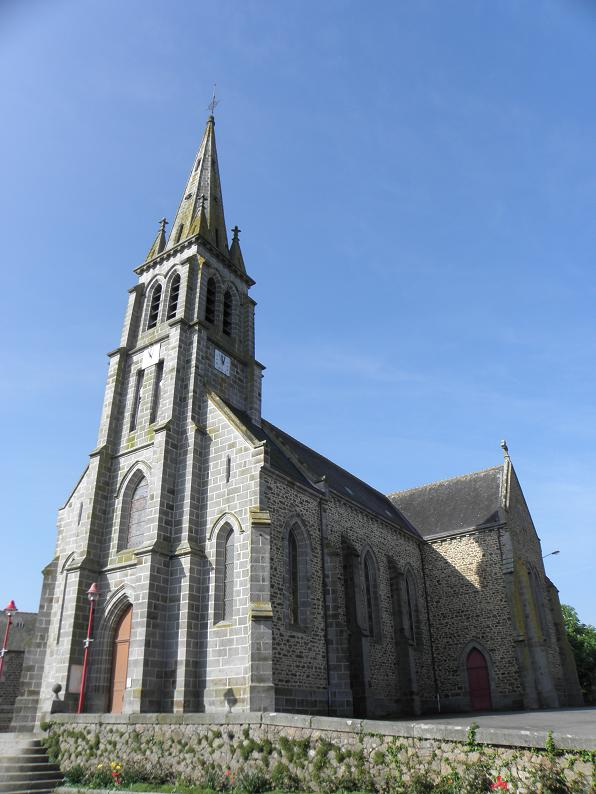
Kerk van Saint-Rémy-du-Plain
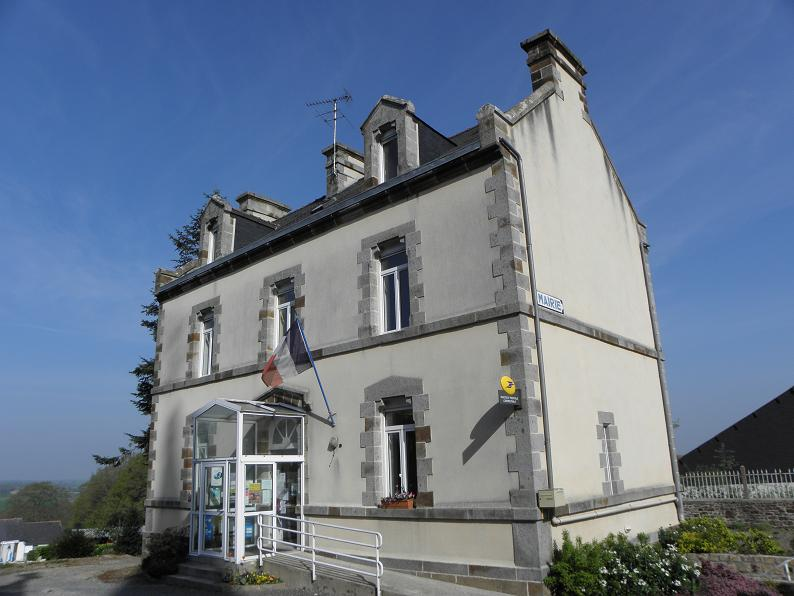
Gemeentehuis

## Geografie
De oppervlakte van Saint-Rémy-du-Plain bedraagt 14,8 km², de bevolkingsdichtheid is 39,2 inwoners per km².
De onderstaande kaart toont de ligging van Saint-Rémy-du-Plain met de belangrijkste infrastructuur en aangrenzende gemeenten.

## Demografie
Onderstaande figuur toont het verloop van het inwonertal (bron: INSEE-tellingen).

1. ↑  Populations de référence 2022.